# Catalogo dei dipinti della Galleria nazionale dell'Umbria
Il catalogo dei dipinti della Galleria nazionale dell'Umbria riporta le opere pittoriche custodite all'interno del museo di Perugia.

## Elenco
| Foto | Titolo                                                                                          | Autore                                                                              | Sala    | Note                                          |
| ---- | ----------------------------------------------------------------------------------------------- | ----------------------------------------------------------------------------------- | ------- | --------------------------------------------- |
| -    | Sposalizio della Vergine                                                                        | Maestro di San Francesco al Prato                                                   | Sala 1  | Affresco staccato                             |
| -    | Dormitio Virginis                                                                               | Maestro di San Francesco al Prato                                                   | Sala 1  | Affresco staccato                             |
| -    | Dossale                                                                                         | Maestro di San Felice di Giano                                                      | Sala 1  |                                               |
| -    | Trittico di Perugia                                                                             | Maestro del Trittico di Perugia                                                     | Sala 1  |                                               |
| -    | Madonna e san Giovanni Evangelista                                                              | Maestro di San Francesco                                                            | Sala 1  | Croce processale a due facce                  |
| -    | Maria e san Giovanni Evangelista, Madonna tra angeli e San Francesco inginocchiato sul Calvario | Maestro di San Francesco                                                            | Sala 1  | Croce processale a due facce                  |
| -    | Madonna col Bambino e storie della Passione                                                     | Maestro del Farneto                                                                 | Sala 1  | Dossale                                       |
| -    | Crocifisso                                                                                      | Pittore umbro della fine del XIII secolo                                            | Sala 1  |                                               |
| -    | Madonna col Bambino e santi                                                                     | Vigoroso da Siena                                                                   | Sala 1  | Dossale di Santa Giuliana                     |
| -    | Santi e angeli                                                                                  | Pittore perugino della fine del XIII secolo                                         | Sala 1  | Tabernacolo a sportelli                       |
| -    | Adorazione dei pastori                                                                          | Pittore perugino                                                                    | Sala 1  | Affresco staccato                             |
| -    | Natività                                                                                        | Pittore perugino                                                                    | Sala 1  | Affresco staccato                             |
| -    | Madonna col Bambino                                                                             | Meo di Guido da Siena                                                               | Sala 2  | Centrale di polittico                         |
|      | Polittico di Montelabate                                                                        | Meo di Guido da Siena                                                               | Sala 2  |                                               |
|      | Madonna col Bambino                                                                             | Meo di Guido da Siena                                                               | Sala 2  | Tavola cuspidata                              |
|      | Madonna col Bambino tra angeli e i santi Paolo e Pietro Celestino                               | Marino d'Elemosina                                                                  | Sala 2  | Tavola cuspidata                              |
|      | Madonna dei domenicani                                                                          | Duccio di Buoninsegna                                                               | Sala 2  |                                               |
|      | Crocifissione e Flagellazione con ai lati santi vari                                            | Maestro della Croce di Gubbio                                                       | Sala 3  | Croce processionale a due facce               |
|      | Madonna col Bambino e Battesimo di Cristo                                                       | Pittore adriatico della prima metà del XIV secolo                                   | Sala 3  | Scomparti di polittico                        |
|      | Dossali di Montelabate                                                                          | Maestro dei Dossali di Montelabate                                                  | Sala 4  |                                               |
|      | Madonna col Bambino tra i santi Agnese, Giacomo maggiore, Francesco e Caterina d'Alessandria    | Maestro dei Dossali di Montelabate                                                  | Sala 4  | Dossale                                       |
|      | Madonna col Bambino tra angeli e santi                                                          | Maestro di Paciano                                                                  | Sala 4  | Paliotto a due facce                          |
|      | Madonna del latte tra san Giovanni Evangelista e santa Caterina d'Alessandria                   | Mello da Gubbio                                                                     | Sala 4  | Scomparti di pentittico                       |
|      | Storie della Passione (cattura di Cristo, andata al Calvario, Crocifissione e Deposizione)      | Maestro di Paciano                                                                  | Sala 4  | Paliotto a due facce                          |
|      | Adorazione dei magi, Presentazione al Tempio e santi                                            | Maestro di Paciano                                                                  | Sala 4  | Scomparti di trittico                         |
|      | Crocifissione                                                                                   | Niccolò di Buonaccorso                                                              | Sala 4  |                                               |
|      | Madonna in trono col Bambino tra santi                                                          | Bartolo di Fredi                                                                    | Sala 4  | Trittico                                      |
|      | Madonna col Bambino tra santi                                                                   | Luca di Tommè                                                                       | Sala 4  | Pentittico                                    |
|      | Madonna in trono col Bambino tra cinque angeli                                                  | Maestro della Dormitio di Terni                                                     | Sala 4  | Centrale di polittico                         |
|      | Madonna col Bambino tra santi                                                                   | Pittore umbro della seconda metà del XIV secolo                                     | Sala 4  | Trittico portatile                            |
|      | Crocifisso                                                                                      | Pittore giottesco fiorentino                                                        | Sala 4  |                                               |
|      | Crocifissione con santi                                                                         | Puccio Capanna                                                                      | Sala 4  | Tavoletta votiva                              |
|      | Madonna col Bambino                                                                             | Maestro della Madonna di Perugia                                                    | Sala 4  | Tavoletta votiva                              |
|      | Ascensione di Maria Maddalena tra santi                                                         | Maestro di Verrucchio                                                               | Sala 4  | Laterale di dittico                           |
|      | Croce sagomata dipinta                                                                          | Maestro di Varlungo                                                                 | Sala 4  |                                               |
|      | Santa Dorotea e Sant'Antonio Abate                                                              | Andrea di Bartolo di Fredi                                                          | Sala 5  | Scomparti di pentittico                       |
|      | Pentecoste                                                                                      | Taddeo di Bartolo                                                                   | Sala 5  |                                               |
|      | Polittico di San Francesco al Prato                                                             | Taddeo di Bartolo                                                                   | Sala 5  |                                               |
|      | Annunciazione                                                                                   | Taddeo di Bartolo                                                                   | Sala 5  |                                               |
|      | Madonna col Bambino                                                                             | Mariotto di Nardo                                                                   | Sala 5  |                                               |
|      | Polittico di Santa Giuliana                                                                     | Domenico di Bartolo                                                                 | Sala 5  |                                               |
|      | Madonna in trono col Bambino tra santi                                                          | Lello da Velletri                                                                   | Sala 6  | Polittico di Sant'Agata                       |
|      | Madonna in trono col Bambino e santi                                                            | Ottaviano Nelli                                                                     | Sala 6  | Polittico di Pietralunga                      |
|      | Madonna in trono col Bambino e angeli musicanti                                                 | Gentile da Fabriano                                                                 | Sala 6  |                                               |
|      | Madonna col Bambino                                                                             | Maestro della Madonna di Montone                                                    | Sala 6  | Laterale di dittico                           |
|      | Annunciazione                                                                                   | Alvaro Pires de Evora                                                               | Sala 6  |                                               |
|      | Crocifissione                                                                                   | Iacopo Salimbeni                                                                    | Sala 6  | Affresco staccato                             |
|      | Storie di sant'Antonio da Padova                                                                | Mariano d'Antonio                                                                   | Sala 7  |                                               |
|      | Trittico del Farneto                                                                            | Pellegrino di Giovanni                                                              | Sala 7  |                                               |
|      | Arma Christi                                                                                    | Ambito di Mariano d'Antonio                                                         | Sala 7  |                                               |
|      | Pala di Sant'Agnese                                                                             | Bicci di Lorenzo                                                                    | Sala 7  |                                               |
|      | Pala di Perugia                                                                                 | Beato Angelico                                                                      | Sala 8  |                                               |
|      | Gonfalone con la Pietà                                                                          | Perugino                                                                            | Sala 9  |                                               |
| -    | Gonfalone della Pietà                                                                           | Giovanni Boccati                                                                    | Sala 9  |                                               |
| -    | Madonna dell'Orchestra                                                                          | Giovanni Boccati                                                                    | Sala 9  |                                               |
| -    | Madonna del Pergolato                                                                           | Giovanni Boccati                                                                    | Sala 9  |                                               |
|      | Pala della Sapienza Nuova                                                                       | Benozzo Gozzoli                                                                     | Sala 10 |                                               |
|      | Polittico di Sant'Antonio                                                                       | Piero della Francesca                                                               | Sala 11 |                                               |
| -    | Gonfalone dei legisti o dell'Annunziata                                                         | Niccolò di Liberatore detto l'Alunno                                                | Sala 12 |                                               |
| -    | Madonna col Bambino e i santi Francesco e Girolamo                                              | Giovan Francesco da Rimini                                                          | Sala 12 |                                               |
| -    | Cristo nel sepolcro con Maria e le pie donne                                                    | Bartolomeo di Tommaso                                                               | Sala 12 |                                               |
| -    | Pietà, santi e confrati                                                                         | Luca di Paolo                                                                       | Sala 13 | Stendardo processuale a due facce             |
| -    | Annunciazione, Eterno, Adorazione del Bambino e Cristo Morto                                    | Luca di Paolo                                                                       | Sala 13 | Stendardo processuale a due facce             |
| -    | Edicola di Colle Arpico                                                                         | Matteo da Gualdo                                                                    | Sala 13 | Affresco staccato                             |
|      | Annunciazione dei Notai                                                                         | Benedetto Bonfigli                                                                  | Sala 14 |                                               |
| -    | Angeli che offrono le rose                                                                      | Benedetto Bonfigli                                                                  | Sala 14 |                                               |
| -    | Gonfalone di san Bernardo                                                                       | Benedetto Bonfigli                                                                  | Sala 14 |                                               |
| -    | Adorazione dei Magi                                                                             | Benedetto Bonfigli                                                                  | Sala 14 |                                               |
| -    | Madonna di San Domenico                                                                         | Benedetto Bonfigli                                                                  | Sala 14 |                                               |
| -    | Madonna e santi                                                                                 | Benedetto Bonfigli                                                                  | Sala 14 |                                               |
|      | Madonna col Bambino e angeli                                                                    | Bartolomeo Caporali                                                                 | Sala 15 |                                               |
| -    | Trittico della Giustizia                                                                        | Bartolomeo Caporali                                                                 | Sala 15 |                                               |
| -    | Madonna col Bambino e angeli entro una ghirlanda                                                | Bartolomeo Caporali                                                                 | Sala 15 |                                               |
|      | San Bernardino risana una fanciulla                                                             | cosiddetta "bottega del 1473" (Perugino, Pinturicchio, Piermatteo d'Amelia e altri) | Sala 15 | tavoletta delle Storie di san Bernardino      |
|      | San Bernardino restituisce, post mortem, la vista a un cieco                                    | cosiddetta "bottega del 1473" (Perugino, Pinturicchio, Piermatteo d'Amelia e altri) | Sala 15 | tavoletta delle Storie di san Bernardino      |
|      | San Bernardino appare post mortem e libera un prigioniero                                       | cosiddetta "bottega del 1473" (Perugino, Pinturicchio, Piermatteo d'Amelia e altri) | Sala 15 | tavoletta delle Storie di san Bernardino      |
|      | San Bernardino sulla via di Verona resuscita un uomo trovato sotto un albero                    | cosiddetta "bottega del 1473" (Perugino, Pinturicchio, Piermatteo d'Amelia e altri) | Sala 15 | tavoletta delle Storie di san Bernardino      |
|      | San Bernardino guarisce Nicola di Lorenzo da Prato, travolto da un toro                         | cosiddetta "bottega del 1473" (Perugino, Pinturicchio, Piermatteo d'Amelia e altri) | Sala 15 | tavoletta delle Storie di san Bernardino      |
|      | Miracolo del bambino nato morto                                                                 | cosiddetta "bottega del 1473" (Perugino, Pinturicchio, Piermatteo d'Amelia e altri) | Sala 15 | tavoletta delle Storie di san Bernardino      |
|      | San Bernardino appare di notte a Giovan Antonio Tornaro, ferito in un agguato, e lo risana      | cosiddetta "bottega del 1473" (Perugino, Pinturicchio, Piermatteo d'Amelia e altri) | Sala 15 | tavoletta delle Storie di san Bernardino      |
|      | San Bernardino appare post mortem e risana Giovanni Antonio da Parma ferito con una pala        | cosiddetta "bottega del 1473" (Perugino, Pinturicchio, Piermatteo d'Amelia e altri) | Sala 15 | tavoletta delle Storie di san Bernardino      |
|      | Adorazione dei Magi                                                                             | Perugino                                                                            | Sala 15 |                                               |
| -    | Santi vari                                                                                      | Fiorenzo di Lorenzo                                                                 | Sala 16 | Scomparti di polittico                        |
|      | Madonna dei Raccomandati                                                                        | Fiorenzo di Lorenzo                                                                 | Sala 16 |                                               |
|      | Nicchia di San Francesco al Prato                                                               | Fiorenzo di Lorenzo                                                                 | Sala 16 |                                               |
|      | Madonna col Bambino                                                                             | Antoniazzo Romano                                                                   | Sala 16 |                                               |
|      | Polittico dei Silvestrini                                                                       | Fiorenzo di Lorenzo                                                                 | Sala 16 |                                               |
|      | San Sebastiano                                                                                  | Santo di Apollonio del Celandro                                                     | Sala 16 |                                               |
|      | Annunciazione                                                                                   | Bartolomeo Caporali                                                                 | Sala 16 | Cimasa di polittico                           |
| -    | Storie della Passione                                                                           | Mariano d'Antonio                                                                   | Sala 18 |                                               |
| -    | Adorazione di Monteluce                                                                         | Bartolomeo Caporali                                                                 | Sala 18 |                                               |
| -    | Pala di Paciano                                                                                 | Luca Signorelli e bottega                                                           | Sala 18 |                                               |
| -    | Pietà                                                                                           | Piero di Cosimo                                                                     | Sala 18 |                                               |
|      | Cristo in pietà                                                                                 | Perugino                                                                            | Sala 21 | cimasa della Pala dei Decemviri               |
| -    | Annunciazione                                                                                   | Perugino                                                                            | Sala 22 |                                               |
|      | Pala Tezi                                                                                       | Perugino                                                                            | Sala 22 |                                               |
|      | Madonna della Consolazione                                                                      | Perugino                                                                            | Sala 22 |                                               |
|      | Gonfalone della Giustizia                                                                       | Perugino                                                                            | Sala 22 |                                               |
| -    | Annunciazione                                                                                   | Perugino                                                                            | Sala 23 |                                               |
| -    | Adorazione dei pastori                                                                          | Perugino                                                                            | Sala 23 |                                               |
|      | San Giovanni Battista tra i santi Francesco, Girolamo, Sebastiano e Antonio da Padova           | Perugino                                                                            | Sala 23 |                                               |
|      | Pala di Monteripido                                                                             | Perugino                                                                            | Sala 23 | tavola dipinta sia sul fronte che sul retro   |
|      | Pala della Trasfigurazione                                                                      | Perugino                                                                            | Sala 23 |                                               |
|      | Madonna col Bambino tra i santi Ercolano e Costanzo                                             | Perugino                                                                            | Sala 23 |                                               |
| -    | San Girolamo Penitente                                                                          | Perugino                                                                            | Sala 23 |                                               |
|      | Annunciazione                                                                                   | Perugino                                                                            | Sala 23 | predella della Madonna di Loreto              |
|      | Natività                                                                                        | Perugino                                                                            | Sala 23 | predella della Madonna di Loreto              |
|      | Battesimo di Cristo                                                                             | Perugino                                                                            | Sala 23 | predella della Madonna di Loreto              |
|      | Pala di Santa Maria dei Fossi                                                                   | Pinturicchio                                                                        | Sala 24 |                                               |
|      | Gonfalone di sant'Agostino                                                                      | Pinturicchio                                                                        | Sala 24 |                                               |
|      | Presepio                                                                                        | Fiorenzo di Lorenzo                                                                 | Sala 24 |                                               |
| -    | Sposalizio mistico di santa Caterina                                                            | Fiorenzo di Lorenzo                                                                 | Sala 24 |                                               |
|      | Adorazione dei pastori                                                                          | Perugino                                                                            | Sala 25 | parte centrale del polittico di Sant'Agostino |
|      | San Girolamo e la Maddalena                                                                     | Perugino                                                                            | Sala 25 | parte centrale del polittico di Sant'Agostino |
|      | Battesimo di Cristo                                                                             | Perugino                                                                            | Sala 25 | parte centrale del polittico di Sant'Agostino |
|      | Eterno                                                                                          | Perugino                                                                            | Sala 25 | cimasa del polittico di Sant'Agostino         |
|      | Arcangelo Gabriele                                                                              | Perugino                                                                            | Sala 25 | polittico di Sant'Agostino                    |
|      | Nozze di Cana                                                                                   | Perugino                                                                            | Sala 26 | predella del polittico di Sant'Agostino       |
|      | Presentazione al tempio                                                                         | Perugino                                                                            | Sala 26 | predella del polittico di Sant'Agostino       |
| -    | Pala di San Giovanni Evangelista                                                                | Berto di Giovanni                                                                   | Sala 27 |                                               |
| -    | Cristo in pietà tra Maddalena e una santa                                                       | Berto di Giovanni                                                                   | Sala 27 |                                               |
| -    | Natività della Vergine                                                                          | Berto di Giovanni                                                                   | Sala 27 | predella della'Incoronazione di Monteluce     |
| -    | Presentazione della Vergine al tempio                                                           | Berto di Giovanni                                                                   | Sala 27 | predella della'Incoronazione di Monteluce     |
| -    | Sposalizio della Vergine                                                                        | Berto di Giovanni                                                                   | Sala 27 | predella della'Incoronazione di Monteluce     |
| -    | Morte della Vergine                                                                             | Berto di Giovanni                                                                   | Sala 27 | predella della'Incoronazione di Monteluce     |
| -    | Eterno benedicente e angeli                                                                     | Stefano Amadei                                                                      | Sala 27 |                                               |
| -    | Deposizione Baglioni                                                                            | Cavalier d'Arpino                                                                   | Sala 27 | copia da Raffaello                            |
| -    | Madonna del libro                                                                               | pittore raffaellesco                                                                | Sala 27 |                                               |
| -    | Pala di san Girolamo                                                                            | Giovanni Battista Caporali                                                          | Sala 27 |                                               |
| -    | Adorazione dei Magi                                                                             | Eusebio da San Giorgio                                                              | Sala 27 |                                               |
| -    | Predella dei santi quattro coronati                                                             | Giannicola di Paolo                                                                 | Sala 28 |                                               |
| -    | Pala di Ognissanti                                                                              | Giannicola di Paolo                                                                 | Sala 28 |                                               |
| -    | San Giovanni Evangelista, la Madonna, Maddalena e san Sebastiano                                | Giannicola di Paolo                                                                 | Sala 28 |                                               |
| -    | Beata colomba da Rieti                                                                          | Giannicola di Paolo                                                                 | Sala 28 |                                               |
| -    | Pala di Sant'Agnese                                                                             | Berto di Giovanni                                                                   | Sala 28 |                                               |
| -    | Santi Cosma e Damiano                                                                           | Berto di Giovanni                                                                   | Sala 28 | predella della pala di Sant'Agnese            |
| -    | Natività di Cristo                                                                              | Berto di Giovanni                                                                   | Sala 28 | predella della pala di Sant'Agnese            |
| -    | Adorazione dei magi                                                                             | Berto di Giovanni                                                                   | Sala 28 | predella della pala di Sant'Agnese            |
| -    | Predica si san Bernardino                                                                       | Berto di Giovanni                                                                   | Sala 28 | predella della pala di Sant'Agnese            |
| -    | Santa Chiara                                                                                    | Berto di Giovanni                                                                   | Sala 28 | predella della pala di Sant'Agnese            |
| -    | Ultima cena                                                                                     | Berto di Giovanni                                                                   | Sala 28 | predella della pala di Sant'Agnese            |
| -    | Compianto                                                                                       | Berto di Giovanni                                                                   | Sala 28 | predella della pala di Sant'Agnese            |
| -    | San Luigi dei Francesi                                                                          | Berto di Giovanni                                                                   | Sala 28 | predella della pala di Sant'Agnese            |
| -    | Affreschi di palazzo Pontanio (x3)                                                              | Giovanni Battista Caporali                                                          | Sala 28 |                                               |
| -    | Madonna col Bambino e sant'Anna, Rocco, e Sebastiano                                            | Bernardino di Mariotto                                                              | Sala 29 |                                               |
| -    | Incoronazione della Vergine                                                                     | Bernardino di Mariotto                                                              | Sala 29 |                                               |
| -    | Sposalizio mistico di santa Caterina                                                            | Bernardino di Mariotto                                                              | Sala 29 |                                               |
| -    | Sacra famiglia e san Giovanni Battista                                                          | Raffaellino del Colle                                                               | Sala 30 |                                               |
| -    | Compianto su Cristo morto                                                                       | Domenico Alfani                                                                     | Sala 30 |                                               |
| -    | Natività di Maria                                                                               | Dono Doni                                                                           | Sala 31 |                                               |
| -    | Pala della Sapienza Vecchia                                                                     | Domenico Alfani                                                                     | Sala 31 |                                               |
| -    | Sacra famiglia                                                                                  | Orazio Alfani                                                                       | Sala 31 |                                               |
| -    | Riposo durante la fuga in Egitto                                                                | Orazio Alfani                                                                       | Sala 31 |                                               |
| -    | Adorazione del Bambino                                                                          | Domenico Alfani                                                                     | Sala 32 |                                               |
| -    | Natività con sant'Anna e i pastori                                                              | Domenico Alfani                                                                     | Sala 32 |                                               |
| -    | Madonna col Bambino e san Giovannino                                                            | Ventura Salimbeni                                                                   | Sala 35 |                                               |
| -    | Fede, Speranza, Carità, Carità                                                                  | Simone Ciburri                                                                      | Sala 35 |                                               |
| -    | Presentazione di Cristo al tempio                                                               | Giovan Battista Noldini                                                             | Sala 35 |                                               |
| -    | Sacra famiglia con Giovannino e Elisabetta                                                      | Cavalier Perugino                                                                   | Sala 36 |                                               |
| -    | Adorazione dei magi                                                                             | Domenico Alfani                                                                     | Sala 36 |                                               |
| -    | Santa Rosa da Viterbo                                                                           | Ciro Ferri                                                                          | Sala 36 |                                               |
| -    | Adorazione dei pastori                                                                          | Marcello Venusti                                                                    | Sala 36 |                                               |
| -    | Presentazione di Gesù al tempio                                                                 | Andrea Sacchi                                                                       | Sala 36 |                                               |
| -    | Presentazione della Vergine al tempio                                                           | Luigi Pellegrini Scaramuccia                                                        | Sala 36 |                                               |
| -    | Natività della Vergine                                                                          | Pietro da Cortona                                                                   | Sala 36 |                                               |
| -    | Paesaggio con Gesù Bambino, Giovannino e angeli                                                 | Pietro Montanini                                                                    | Sala 37 |                                               |
| -    | Fuga del giovane nudo durante la cattura di Cristo                                              | Giusto Fiammingo                                                                    | Sala 37 |                                               |
|      | Noli me tangere                                                                                 | Valentin de Boulogne                                                                | Sala 37 |                                               |
| -    | Cristo e la samaritana                                                                          | Valentin de Boulogne                                                                | Sala 37 |                                               |
|      | Santa cecilia suona la spinetta assistita da un angelo                                          | Orazio Gentileschi                                                                  | Sala 37 |                                               |
| -    | Trinità                                                                                         | Corrado Giaquinto                                                                   | Sala 38 |                                               |
| -    | Martirio di sant'Andrea                                                                         | Francesco Trevisani                                                                 | Sala 38 |                                               |
| -    | Partenza di Rinaldo                                                                             | Sebastiano Conca                                                                    | Sala 38 |                                               |
| -    | Erminia tra i pastori                                                                           | Sebastiano Conca                                                                    | Sala 38 |                                               |
| -    | Comunione della Maddalena                                                                       | Sebastiano Conca                                                                    | Sala 38 |                                               |
| -    | Testa d'uomo                                                                                    | Pierre Subleyras                                                                    | Sala 40 |                                               |
| -    | Sant'Ambrogio assolve l'imperatore Teodosio                                                     | Pierre Subleyras                                                                    | Sala 38 |                                               |
| -    | Veduta di piazza Aratri a Perugia                                                               | Giuseppe Rossi                                                                      | Sala 39 |                                               |
| -    | Veduta del fronte occidentale della Fortezza Paolina                                            | Giuseppe Rossi                                                                      | Sala 39 |                                               |
| -    | Veduta della Fortezza Paolina e piazza Riverola                                                 | Giuseppe Rossi                                                                      | Sala 39 |                                               |
| -    | Veduta della Fortezza Paolina                                                                   | Giuseppe Rossi                                                                      | Sala 39 |                                               |
| -    | Veduta della Fortezza Paolina                                                                   | Giuseppe Rossi                                                                      | Sala 39 |                                               |
| -    | Veduta del circo della Fortezza Paolina                                                         | Giuseppe Rossi                                                                      | Sala 39 |                                               |
| -    | Veduta di Perugia con la Rocca Paolina                                                          | pittore del XIX secolo                                                              | Sala 39 |                                               |
| -    | Veduta di Perugia                                                                               | pittore della fine del XVIII-inizio XIX secolo                                      | Sala 39 |                                               |
| -    | Sant'Ambrogio assolve l'imperatore Teodosio                                                     | Pierre Subleyras                                                                    | Sala 40 |                                               |
| -    | Sant'Ambrogio assolve l'imperatore Teodosio                                                     | Pierre Subleyras                                                                    | Sala 40 | Bozetto                                       |
| -    | San Benedetto resuscita un bambino                                                              | Pierre Subleyras                                                                    | Sala 40 | Bozzetto                                      |
| -    | Ritratto di Gaetano Crivelli                                                                    | Jean Baptiste Wicar                                                                 | Sala 40 |                                               |
| -    | Ritratto di Carolina Murat                                                                      | Jean Baptiste Wicar                                                                 | Sala 40 |                                               |
| -    | Ritratto di donna a mezzobusto                                                                  | Antonio Amorosi                                                                     | Sala 40 |                                               |
| -    | Fanciullo con sperone                                                                           | Antonio Amorosi                                                                     | Sala 40 |                                               |
| -    | San Michele Arcangelo                                                                           | Pittore del XVIII secolo                                                            | Sala 40 |                                               |